# الحديقة الأولمبية

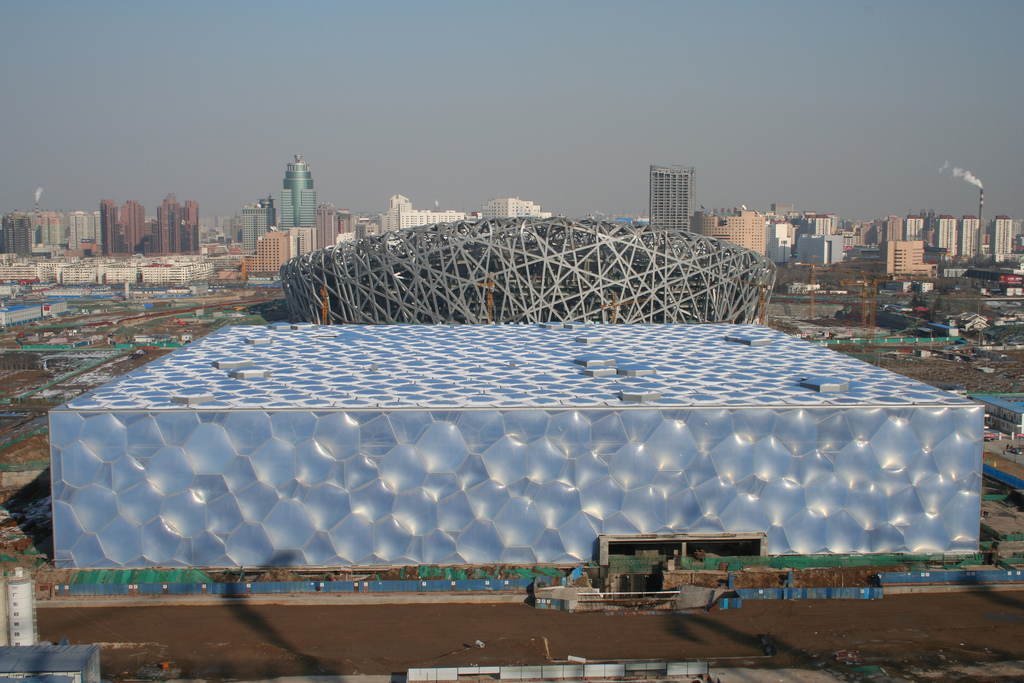
صورة تظهر عش الطيور والمكعب المائي

الحديقة الأولمبية في الصين  هي قرية أولمبية في بكين عاصمة الصين أنشئت خصيصا لأجل أولمبياد بكين وتضم الحديقة منشئات رياضية مصممة بطريقة هندسية فريدة من نوعها مثل استاد عش الطيور والمكعب المائي والأستاد الوطني المسقوف وملعب كرة الهوكى للحديقة الأوليمبية ومضمار الرماية بالسهام للحديقة الأولمبية ومركز كرة المضرب للحديقة الأولمبية وأيضا مركز مؤتمرات الحديقة الأولمبية.